# Persailhorn
Das Persailhorn (in manchen Karten auch als Bersalhorn bezeichnet) ist ein 2347 m ü. A. hoher Gipfel im Steinernen Meer in den Berchtesgadener Alpen.

## Lage und Umgebung
Das Persailhorn liegt im Südwesten des Massivs als erster Felsgipfel eines Nebenkamms hoch über dem Talbecken von Saalfelden. Nach Westen schließt sich der latschenbewachsene Kienalkopf an, auf dem die Peter-Wiechenthaler-Hütte steht. Das Persailhorn ist auch der Hüttenberg dieser Alpenvereinshütte. Im Nordosten grenzt das Persailhorn an das Mitterhorn. Das Persailhorn bricht nach allen Seiten steil und felsig ab.

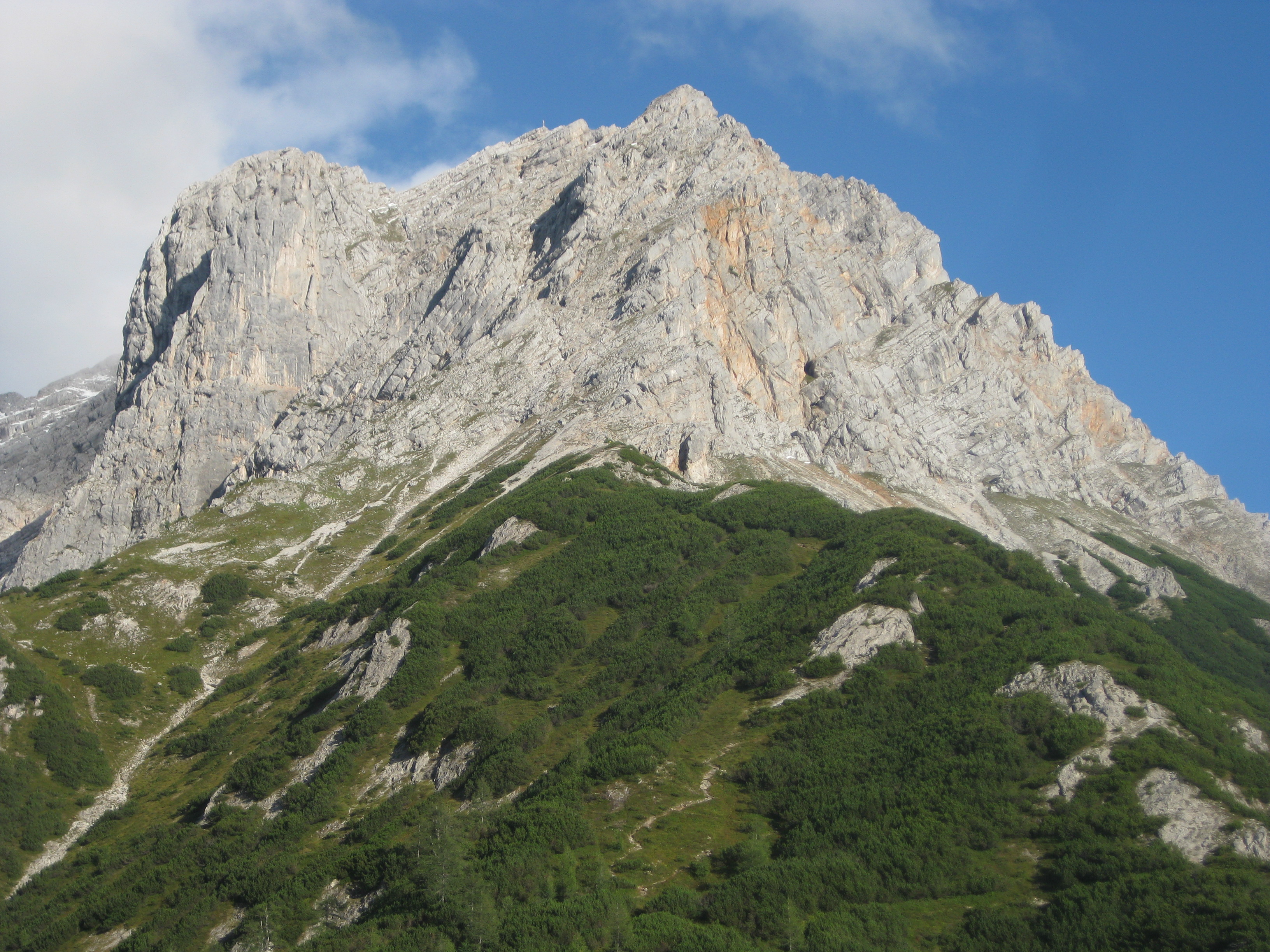
Persailhorn von der Wiechenthaler Hütte (von Westnordwest)
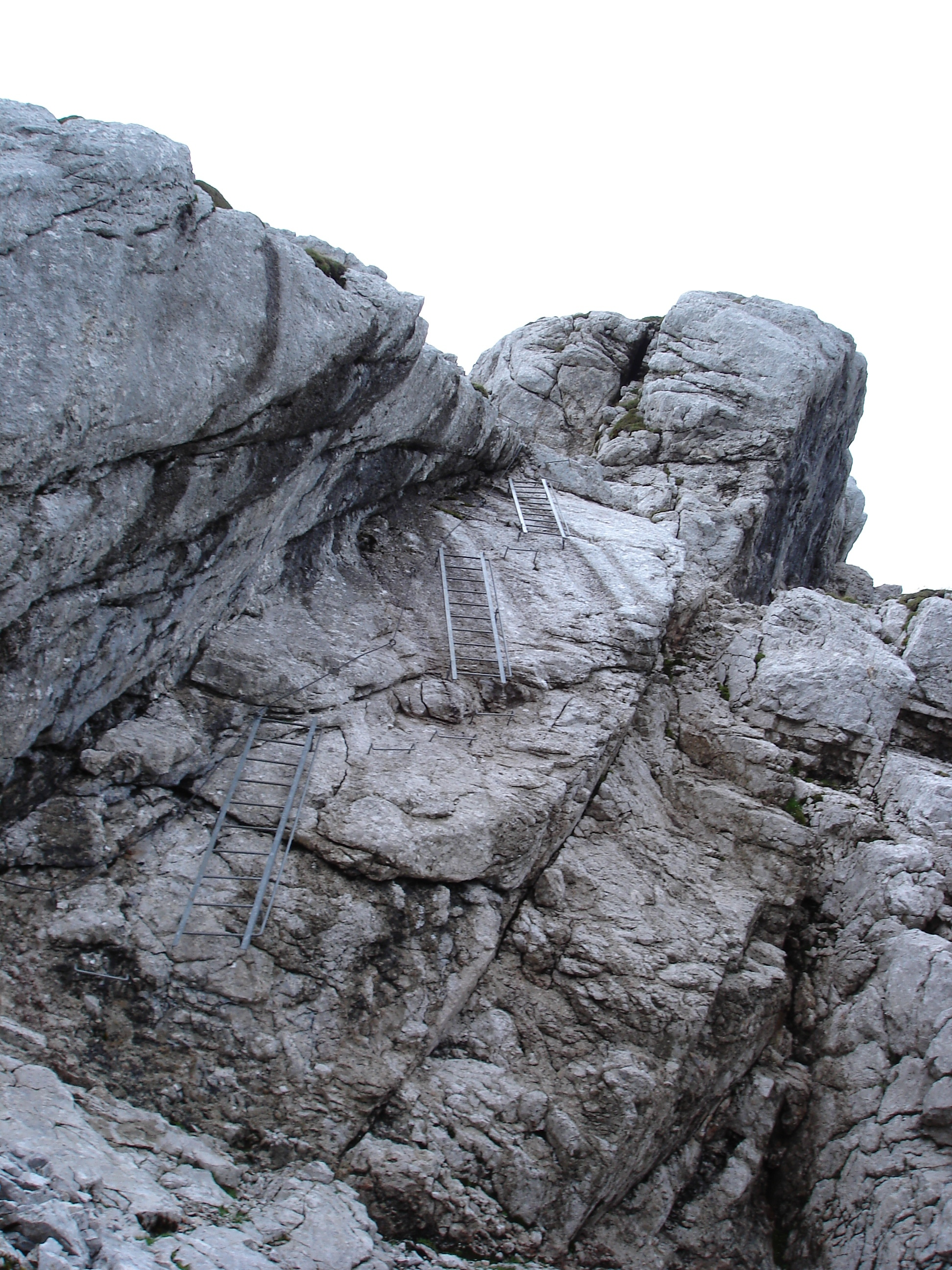
Wildentalklettersteig durch die Nordwestflanke
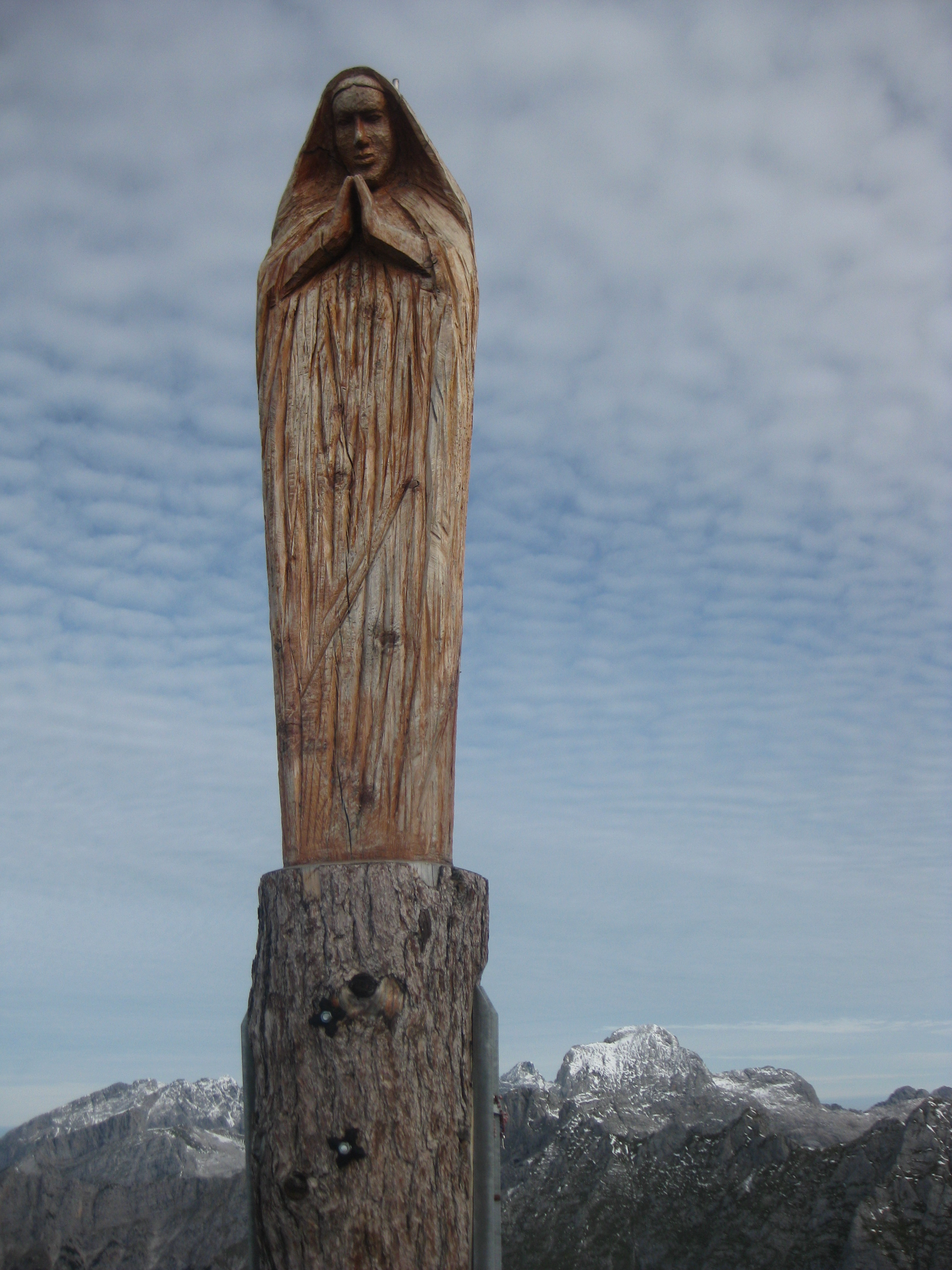
Gipfel des Persailhorns

## Anstiege
Von der Wiechenthaler Hütte ist das Persailhorn über zwei sehr gut abgesicherte Klettersteige (jeweils Schwierigkeitsgrad B-C, bzw. KS3C) zu erreichen. Der Südwandsteig führt in 2 Stunden durch die teilweise ausgesetzte Südflanke und am Ende über den Südgrat zum Gipfel. Der neuangelegte Wildentalsteig, der den alten Normalweg ersetzt, führt durch die Nordwestflanke in ebenfalls etwas exponierter Wegführung zum Südgrat und über diesen in ca. 2 Stunden zum Gipfel. Markiert, jedoch nur spärlich versichert, ist der Saalfeldener Höhenweg, der über den Grat das Persailhorn über Mitterhorn und Breithorn mit dem Riemannhaus verbindet (ca. 3 Stunden ab dem Persailhorn).